# Gerry Goffin
Pour les articles homonymes, voir Goffin.
Gerry Goffin est un parolier américain, né le 11 février 1939 à Brooklyn, New York, et mort le 19 juin 2014 à Los Angeles.
Au cours des années 1960, il fait équipe avec la compositrice Carole King, qu'il a épousée en 1959. Ensemble, ils écrivent une cinquantaine de titres classés dans le Top 40 américain. Après leur divorce, le parolier travaille notamment avec Jack Keller, Barry Goldberg et Michael Masser (en). Carole King et Gerry Goffin sont introduits au Songwriters Hall of Fame en 1987 et au Rock and Roll Hall of Fame en 1990.

## Biographie

### Jeunesse
Après le divorce de ses parents, Gerry Goffin grandit à Jamaica, un quartier de l'arrondissement du Queens. Il sort diplômé de la Brooklyn Technical High School. Il s'engage dans le corps de réserve des Marines, puis intègre l'Académie navale d'Annapolis, mais quitte la Navy au bout d'un an. Il poursuit ensuite des études de chimie au Queens College de New York, où il fait la connaissance de la compositrice Carole King. Goffin écrit des paroles de chansons depuis l'enfance, mais n'arrive pas à composer des musiques pouvant les accompagner. Goffin et King commencent à travailler ensemble et se marient en 1959.

### Carrière

#### Avec Carole King

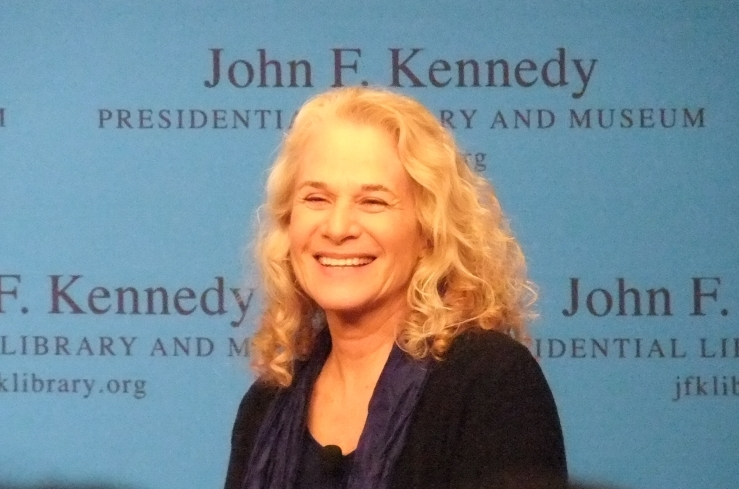
Carole King en 2012.

Au début de leur collaboration, Gerry Goffin travaille comme chimiste assistant et Carole King comme secrétaire. Ils se consacrent à la musique durant leur temps libre. En 1960, le couple est engagé par la maison d'édition musicale Aldon Music (en), fondée par Don Kirshner et Al Nevins (en). Durant la décennie suivante, ils écrivent une série de tubes. Plusieurs se classent numéro 1 des ventes aux États-Unis, comme Will You Love Me Tomorrow, interprété par The Shirelles en 1960, The Loco-Motion, chanté par leur baby-sitter Little Eva en 1962, et Go Away Little Girl (en), enregistré par Steve Lawrence en 1963. Une cinquantaine de leurs chansons se classent dans le Top 40,, comme Up on the Roof, popularisée par les Drifters en 1962, ou encore One Fine Day (en), enregistrée par The Chiffons en 1963. Le couple écrit également pour des artistes comme The Animals, The Monkees et Aretha Franklin. Goffin et King continuent de collaborer après leur divorce, prononcé en 1968. Ils cosignent trois chansons sur l'album Tapestry, qui permet à Carole King de connaître le succès en tant qu'interprète. Leur histoire inspire la comédie musicale Beautiful: The Carole King Musical (en), qui débute à Broadway en 2014.

#### Autres collaborations
Le parolier travaille également avec d'autres compositeurs. Il collabore avec Jack Keller (en) sur plusieurs chansons, enregistrées notamment par Bobby Vee et The Everly Brothers. En compagnie de Barry Goldberg, il écrit I've Got to Use My Imagination (en), rendu célèbre par Gladys Knight and the Pips. Avec Michael Masser (en), il cosigne Theme from Mahogany (Do You Know Where You're Going To) et Saving All My Love for You, des titres interprétés respectivement par Diana Ross et Whitney Houston, qui se classent en tête des charts américains.

#### En tant qu'interprète
Gerry Goffin a enregistré deux albums en solo, sans rencontrer le même succès que Carole King. It Ain't Exactly Entertainment sort en 1973 et Back Room Blood en 1996. Ce dernier est coécrit avec Barry Goldberg, Tim Drummond, Ralph Schuckett (en) et Bob Dylan, qui participe à l'écriture de deux morceaux,.

## Récompenses
Deux chansons de Goffin et Masser (en), Theme of Mahogany et So Sad the Song, sont nommées respectivement aux Oscars du cinéma et aux Golden Globes dans la catégorie « meilleure chanson originale »,.
Gerry Goffin et Carole King font leur entrée au Songwriters Hall of Fame en 1987 et au Rock and Roll Hall of Fame en 1990,. En 2004, la Recording Academy leur décerne un Grammy Trustees Award (en).

## Style
Au cours de sa carrière, Gerry Goffin écrit des paroles de chansons destinées à des interprètes des deux sexes. Carole King estime que « sa compréhension de la nature humaine transcende les genres » (« [his] understanding of human nature transcended gender »). Ses textes cherchent à exprimer les sentiments de la jeunesse américaine de son époque. L'historien de la musique Anthony DeCurtis affirme qu'il « a placé haut la barre en matière de culture, mais sans jamais en faire étalage » (« He set a standard for literacy without ever being a show-off about it »).

## Vie personnelle
Goffin est séduit par la contre-culture des années 1960 et commence à prendre des drogues, notamment du LSD. Son état mental est amplifié par sa toxicomanie. Selon Sheila Weller, biographe de Carole King, le parolier est hospitalisé et les médecins diagnostiquent une maladie maniaco-dépressive,.